# Oberhessische Zeitung (Marburg)
Die Oberhessische Zeitung war eine von 1867 bis 1945 und von 1949 bis 1951 in der Stadt Marburg und den umliegenden Gemeinden verbreitete Tageszeitung.
Gegründet wurde die Oberhessische Zeitung im Jahr 1867 von der Marburger Familie Koch.
Gegen Ende des Zweiten Weltkriegs, am 28. März 1945, dem Tag, als die Stadt Marburg kampflos an die amerikanischen Truppen übergeben wurde, wurde die Zeitung eingestellt. Chefredakteur zu diesem Zeitpunkt war Carl Hitzeroth, der Schwiegersohn von Johann August Koch, dem letzten Herausgeber der Gründerfamilie.
Nach dem Krieg musste sich Hitzeroth wegen seiner Aktivitäten im Nationalsozialismus verantworten. Er wurde im Februar 1949 von einem Gericht als Mitläufer eingestuft und musste 1000 Mark Strafe zahlen. Nachdem dieses Kapitel für Hitzeroth abgeschlossen war und ebenfalls im September 1949 die Lizenzpflicht aufgehoben wurde, gab er die Oberhessische Zeitung wieder heraus.
Im Jahr 1951 schloss sich die Oberhessische Zeitung mit der Marburger Presse, die 1945 als eine der ersten Lizenzzeitungen entstanden war, zur Oberhessischen Presse zusammen. Der Vorschlag zur Fusion der beiden Marburger Zeitungen war bereits einige Zeit zuvor vom im November 1950 verstorbenen Hitzeroth gekommen. Die weiteren Verhandlungen übernahm anschließend dessen Sohn Otto. Nachdem Hermann Bauer und Karl Bremer, die Herausgeber der Marburger Presse, dem zustimmten, erschien am 1. Juli 1951 erstmals die neue Zeitung mit einem Titel, der beide früheren Zeitungsköpfe vereinte. Die Oberhessische Presse hatte eine Anfangsauflage von 25.000 Stück.
Eine Oberhessische Zeitung wird heute in Alsfeld verlegt.